# Коркина и Остроухов
Валенти́на Ќоркина и Ви́ктор Остро́ухов — юмористы, семейный сатирический дуэт.

## Биография
Виктор Васильевич Остроухов (род. 3 февраля 1956, Краснозаводск), получил звание Заслуженного артиста РФ в 2003 г.
Валентина Михайловна Коркина (род. 4 июня 1959, Александров) получила звание Заслуженная артистка РФ в 2003 г.
Поженились в 1982 году
- Дочь Мария (род. 1983)
  - внучка Анна (род. 2004)[1]

## Творческая биография
В 1981 году Виктор и Валентина окончили ГУЦЭИ. Их педагоги по мастерству Владимир Точилин и Андрей Крюков поставили выпускников в творческий дуэт и стали режиссёрами их первых номеров. Авторами юмористических скетчей выступили   Михаил Жванецкий, Анатолий Трушкин, Виктор Коклюшкин.
В 1985 году дуэт  становится лауреатом Всесоюзного конкурса артистов эстрады разговорного жанра, получив первую премию.
В спектакле Анатолия Трушкина «Граждане, чей ребенок», постановку которого осуществил Б. Левинсон на сцене Московского государственного Театра эстрады, юмористы Валентина Коркина и Виктор Остроухов вместе с М. Ольшаницким сыграли главных героев.
В 1987 году разыгрывая сцены и скетчи, Валентина Коркина и Виктор Остроухов развивают жанр сатирического дуэта.
Участники «Аншлага» и других передач.